# 14541 Sacrobosco
14541 Sacrobosco è un asteroide della fascia principale. Scoperto nel 1997, presenta un'orbita caratterizzata da un semiasse maggiore pari a 3,1133560 au e da un'eccentricità di 0,1510911, inclinata di 6,28252° rispetto all'eclittica.